# Luis Julio de Saboya-Carignano
Luis Julio de Saboya fue un soldado italiano y hermano del famoso príncipe y militar Eugenio de Saboya, quien se distinguió como general al servicio del Ejército Imperial del Sacro Imperio Romano Germánico.

## Biografía
Fue hijo del conde Eugenio Mauricio de Soissons y de la noble Olimpia Mancini.
Desde joven se formó para la carrera militar. En 1672, el tío de Luis Julio, Manuel Filiberto de Saboya-Carignano, lo invitó al Piamonte para servir al Ducado de Saboya. En 1678, el duque Víctor Amadeo II de Saboya lo nombró teniente general de la provincia de Saluzzo.
En 1682, se le confió el mando de un regimiento de Dragones y al año siguiente, tras el avance de los masivos ejércitos otomanos, se unió al ejército del Sacro Imperio Romano Germánico. Luis Julio resultó herido al caer de su caballo en uno de los primeros enfrentamientos provocados por los turcos, dos meses antes de la famosa Batalla de Viena. Tras unos días de agonía, murió el 13 de julio de 1683 en Petronell-Carnuntum, con tan solo 23 años. Por su gran valor, recibió el apodo de Caballero de Saboya. Su cuerpo fue trasladado a Turín y enterrado en la iglesia de San Carlos Borromeo. Poco después de su muerte, su hermano, el príncipe Eugenio, también se alistó en los ejércitos imperiales y participó en la Batalla de Viena, en la que los turcos fueron derrotados.